# Internet au Maroc
 (février 2018).
Si vous disposez d'ouvrages ou d'articles de référence ou si vous connaissez des sites web de qualité traitant du thème abordé ici, merci de compléter l'article en donnant les références utiles à sa vérifiabilité et en les liant à la section « Notes et références ».

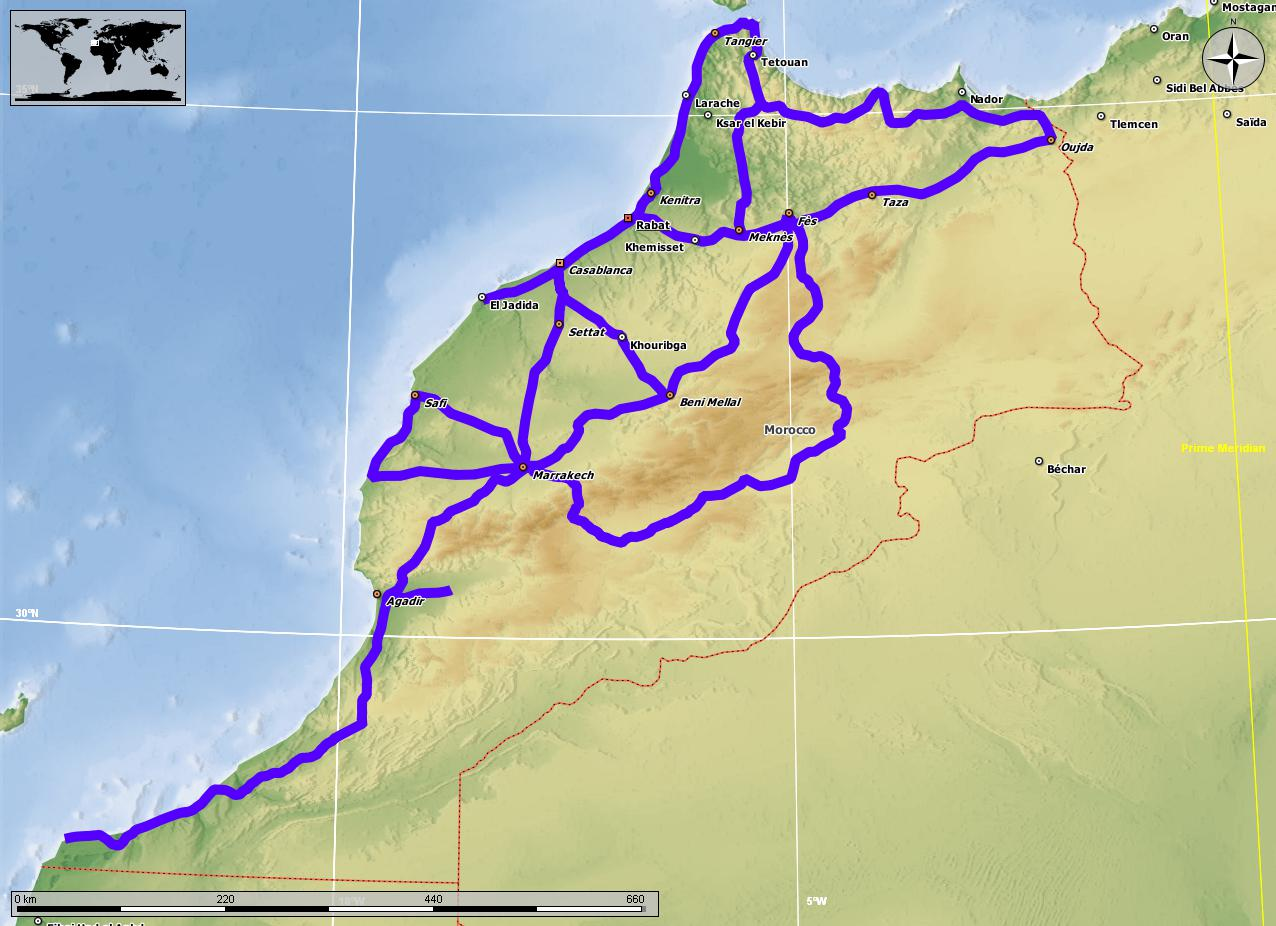
Réseau de fibre optique au Maroc

Le Maroc est un des pays de la région MENA (Afrique du Nord et Moyen-Orient) où Internet a été accessible le plus rapidement et il reste un des pays de la région où Internet est le plus développé. La politique de l'État ces dernières années[Quand ?] a été d'encourager la diffusion des nouvelles technologies dont Internet ainsi que les métiers de la délocalisation. En 2015, le Maroc a lancé les réseaux 4G/4G+ dans tout le pays et la connexion à très haut débits (la fibre optique) ce qui fait de lui le pays le plus développé de l'Afrique en connexions internet et aussi parmi les premiers dans les pays arabes.
Le Maroc a annoncé un lancement de la 5G à la fin de l'année 2025, en prévision de la CAN 2025 et du Mondial 2030 que le pays va accueillir. L'appel à concurrence international a été lancé par le régulateur (ANRT) le 11 juillet, pour une 5G hybride dans un premier temps.
Le 25 juillet 2025, la décision d'attribution des licences 5G a été annoncée : chacun des trois opérateurs télécoms marocains obtient une licence 5G. Maroc Telecom paiera 900 millions de dirhams. Wana et Orange paieront 600 millions de dirhams chacun. 

## Présentation

### Quelques chiffres
En 2011, le Maroc compte 1,5 million d'accès internet ADSL et 3G et près de 13,2 millions d'internautes, un chiffre en hausse continue.
Le 9 janvier 2011 le Maroc est le pays arabe avec le plus de pages Web référencées par Google dans son domaine .ma avec 42 400 000 occurrences, devançant même l'Égypte : .eg deux fois plus peuplée avec 7 440 000.
En 2015, le Maroc compte 17,3 millions d'internautes, ce qui représente une hausse de 15,8 millions d'internautes depuis l'année 2011.
En 2020, 84,1% de la population marocaine utilise internet.
Le pays compte un très grand nombre de cybercafés  et le prix de l'heure de connexion est de 3 à 6 dirhams (de 0.25 à 0,5 € environ).
| Année | 2004  | 2005  | 2006  | 2007  | 2008  | 2009  | 2010  | 2011  | 2012  | 2013  | 2014  | 2020 |
| %     | 11,61 | 15,08 | 19,77 | 21,50 | 33,10 | 41,30 | 52,00 | 46,11 | 55,42 | 56,00 | 56,80 | 84,1 |

En juillet 2025, le Maroc comptait 40 millions d'abonnés mobiles pour une population de 36,8 millions d'habitants. Le nombre d'internautes correspondait à 57 millions d'accès.
En mars 2025, le Maroc comptait 39.861 internautes (en fixe et/ou mobile) soit un taux de pénétration de 108,23% de la population. Près de 93% de ces accès étaient des accès sur mobile.

### Blogoma
Il existe également une importante communauté de blogueurs — appelée « blogoma » — très active et au ton plutôt libre. Elle est estimée à près de 30 000 personnes ; c'est également l'une des plus actives de la région.
Le terme « blogoma » a été inventé par le blogueur marocain Taher Alami, le 7 mars 2005, sur son blog Monmaroc.com. Il a été repris par l'ensemble des blogueurs, dont Rachid Jankari, Oussama Miskin et Othmane Boumaalif, pour être finalement adopté par l'ensemble de la communauté quelques semaines après. Le billet original où est cité pour la première fois « blogoma » est toujours en ligne.
De plus en plus, la blogosphère marocaine sert de caisse de résonance pour mobiliser l'opinion intérieure et extérieure autour d'événements de société, comme pour l'affaire Fouad Mourtada ou l'affaire dite des homosexuels de Ksar el-Kébir.

### Sites visités
Le 6 octobre 2021, selon Alexa, le site le plus visité dans le royaume est Google.com suivi directement par Youtube.com.

### Censure
L'état a adopté une politique plutôt libérale pour ce qui est de l'accès aux sites étrangers et il y a relativement peu de cas de censure, mais ces rares cas restent très contestés pour leurs caractéristiques arbitraires et leurs manques de transparence puisqu'ils ne s'appuient sur aucune décision de justice.

#### Blocage des applications VoIP
Le 5 janvier 2016, les opérateurs marocains ont bloqué l'utilisation d'applications VoIP gratuites tels que WhatsApp, Viber, Skype, Facetime, etc. sur 3G/4G puis sur ADSL. Cette décision, qui a suscité un mouvement de colère parmi les internautes a été justifié par l'Agence Nationale de Réglementation des Télécommunications par une loi datant de 2004, et a précisé dans un communiqué publier le 7 janvier de la même année que « l'acheminement de tout trafic téléphonique à destination du client final ne peut être assuré que par des exploitants de réseaux publics de télécommunications, dans les conditions fixées par les cahiers des charges des licences dont ils sont attributaires. (...) Les dispositions réglementaires régissant la fourniture des services de téléphonie (Voix sur IP ou autres) sont claires et lesdits services ne peuvent être fournis que par les exploitants détenteurs de licences de télécommunications ».
Des arguments rejetés par plusieurs avocats et ingénieurs marocains qui insistent que ces applications ne font pas de "l'exploitation commerciale puisque ces dernières sont gratuites". D'un point de vue légal, cette décision est vue comme une action qui tend à limiter l'accès au marché ou le libre exercice de la concurrence par d'autres entreprises, ou encore à limiter ou contrôler la production, les débouchés, les investissements ou le progrès technique.
Plusieurs personnalités connues du web marocain, ont considéré cette action comme une entente entre les opérateurs vu le manque à gagner, et ont appelé au boycott de ces opérateurs. En effet, la cérémonie de remise des prix de la 9e édition des Maroc Web Awards a été annulée après que plusieurs participants se sont retirés de la compétition vu que le sponsor officiel des MWA était Inwi, 3e opérateur national. 
Depuis le blocage, plusieurs applications et logiciels VPN ont été aussi bloqués par le régulateur marocain.
Ce blocage a été levé en novembre 2016 .Les marocains peuvent de nouveau utiliser les VoIP gratuites tels que WhatsApp, Viber, Skype, Facetime, etc. L'ANRT, le régulateur qui a été à l'origine du blocage a été contraint de lever ce blocage lors du COP 22 tenue à Marrakech en novembre 2016, vu la participation massive de journalistes et invités étrangers et devant la mobilisation tous azimuts des internautes marocains.

### Internet à l'école
Internet n'est pas très développé dans les écoles marocaines. Ceci s'explique notamment par la faible informatisation des écoles primaires et secondaires publiques et le coût de l'accès à Internet que certaines de ces écoles ne peuvent pas se permettre.
Mais dans les écoles privées où la majorité des classes moyennes inscrivent leurs enfants, il y a presque toujours une salle d'informatique avec connexion à internet voire dans les lycées publics des villes principales comme Rabat, Casablanca, Marrakech, Agadir, Fès, Meknès, Tanger, etc.

### Impact sur la société
L'impact d'Internet sur la société marocaine est de moins en moins marginal, Internet étant de plus en plus accessible pour la population.
Les sites sociaux comme Myspace ou YouTube sont utilisés par une nouvelle vague d'artistes comme moyen d'expression ou comme une nouvelle scène pour la diffusion de leur production.
Internet commence à devenir un nouveau moyen d'expression notamment par le biais des blogs, appelée Blogoma, pour des personnes et des points de vue qui ne peuvent pas s'exprimer dans la presse écrite traditionnelle, encore trop timorée et trop soumise à la vigilance et la censure du pouvoir.
Une jonction commence néanmoins à s'opérer entre la presse écrite traditionnelle, la radio, la télévision et Internet. Beaucoup de journaux ou de télévisions ont leur propre site, par ailleurs certains commencent à citer des points de vue, des informations, ou des évènements se produisant sur Internet.
Internet est aussi devenu un nouveau moyen pour dénoncer la corruption, en postant des gendarmes en flagrant délit de perception de Bakchich dans l'affaire du Sniper de Targuist.
Ce nouveau média provoque également des dérives et des atteintes à la vie privée. Internet a également été utilisé comme un moyen de délation, ou pour exercer une pression sociale encore plus forte, notamment lors de l'affaire du mariage homosexuel de Ksar el-Kébir. La publication sur YouTube, de la vidéo d'une fête, par une auto proclamée brigade de lutte contre l'homosexualité, montrant le supposé mariage d'un homme habillé en femme avec un autre, a provoqué des manifestations de colère de la population. L'état, après avoir nié la réalité des faits, a dû s'incliner face à la colère à la pression populaire, les accusés ont été condamnés à plusieurs mois d'emprisonnement.
La principale activité des internautes reste essentiellement le chat, avec souvent le secret espoir de rencontrer l'âme sœur, chose encore relativement difficile dans une société qui reste  largement traditionnelle et conservatrice.[réf. nécessaire]
Cela peut s'expliquer par le fait qu'ils rencontrent des difficultés à trouver un contenu marocain  qui les intéresse.
Il est à noter que le Maroc occupe une position de follower en Afrique, au vu des investissements du gouvernement en matière de NTIC . Cela a pour conséquence des disparités importantes  en termes de vitesses de connexion entre villes .

### Épidémie de coronavirus
Le confinement de 2020 provoque une augmentation de 50% de la consommation de données mobiles. 